# کورماران
کورماران (نام علمی: Typhlopidae) نام یک تیره از زیرراسته مار است.